# Associação Desportiva Senador Guiomard
Associação Desportiva Senador Guiomard, conhecida também pelo acrônimo ADESG, é um clube de futebol brasileiro, sediado na cidade de Senador Guiomard, no estado do Acre. Seu mascote é um leão. É o primeiro campeão sediado em uma cidade do interior do estado, desde a criação do campeonato estadual.

## História
A ADESG foi fundada no dia 26 de janeiro de 1982. O clube recebeu o nome da cidade que, por sua vez, homenageou José Guiomard dos Santos, parlamentar autor da lei nº 4.070, de 15 de junho de 1962, que elevou o então território do Acre à categoria de Estado.
Em 2005, ao derrotar o Juventus  na final pelo placar de 2 a 0, a ADESG conquista o Torneio da Imprensa (Torneio Início).
E no dia 28 de maio de 2006, o Leão do Quinari alcançaria a sua maior glória: conquistou o Campeonato Acriano de forma invicta, ao derrotar o Independência por 3 a 0 no Estádio José de Melo, garantindo seu passaporte para a disputa do Campeonato Brasileiro - Série C e da Copa do Brasil do ano seguinte. Pela primeira vez, um clube fora da capital Rio Branco era campeão acreano.
Em sua estreia na disputa da Copa do Brasil, em 2007, a ADESG perdeu a primeira partida para o Fluminense no Acre por 2 a 1, tendo o direito de jogar a partida de volta no Estádio do Maracanã, perdendo desta vez por 6 a 0.
Em 2012, o clube pediu afastamento das competições oficiais, retornando no ano seguinte para a disputa do Campeonato Acriano de Futebol da Segunda Divisão.

## Títulos

### Futebol

#### Competições oficiais
| ESTADUAIS | ESTADUAIS                       | ESTADUAIS | ESTADUAIS  |
|           | Competição                      | Títulos   | Temporadas |
| --------- | ------------------------------- | --------- | ---------- |
|           | Campeonato Acriano              | 1         | 2006       |
|           | Campeonato Acriano - 2ª Divisão | 1         | 2017       |
|           | Torneio Início                  | 1         | 2005       |

### Esportes olímpicos

#### Handebol
| Estaduais | Estaduais                     | Estaduais | Estaduais              |
|           | Competição                    | Títulos   | Temporadas             |
| --------- | ----------------------------- | --------- | ---------------------- |
| Acre      | Campeonato Acriano - Feminino | 4         | 1995, 1996, 1997, 1998 |

## Artilheiros
| Artilharia   | Artilharia                      | Artilharia | Artilharia |
| Atleta       | Competição                      | Ano        | Gols       |
| ------------ | ------------------------------- | ---------- | ---------- |
| Júnior       | Campeonato Acriano - 2ª Divisão | 2015       | 7          |
| Marcelo Brás | Campeonato Acriano - 2ª Divisão | 2017       | 4          |

## Desempenho em competições oficiais

### Participações
|  | Participações em 2025 |

| Competição | Competição         | Temporadas | Melhor campanha     | Estreia | Última | P | R |
| Acre       | Campeonato Acreano | 24         | Campeão (2006)      | 1992    | 2025   |   | – |
| Acre       | Segunda Divisão    | 5          | Campeão (2017)      | 2013    | 2017   | 1 |   |
| Brasil     | Série C            | 1          | 59º colocado (2006) | 2006    | 2006   | – | – |
| Brasil     | Copa do Brasil     | 1          | 2ª fase (2007)      | 2007    | 2007   |   |   |

### Competições nacionais
Campeonato Brasileiro - Série C
| Ano  | 2000 | 2001 | 2002 | 2003 | 2004 | 2005 | 2006 | 2007 | 2008 | 2009 |
| Pos. | —    | —    | —    | —    | —    | —    | 59º  | —    | —    | —    |
| ---- | ---- | ---- | ---- | ---- | ---- | ---- | ---- | ---- | ---- | ---- |

Copa do Brasil
| Ano  | 2000 | 2001 | 2002 | 2003 | 2004 | 2005 | 2006 | 2007 | 2008 | 2009 |
| Pos. | —    | —    | —    | —    | —    | —    | —    | 62º  | —    | —    |
| ---- | ---- | ---- | ---- | ---- | ---- | ---- | ---- | ---- | ---- | ---- |

### Competições estaduais
Campeonato Acriano
| Ano  | 1990 | 1991 | 1992 | 1993 | 1994 | 1995 | 1996 | 1997 | 1998 | 1999 |
| Pos. | —    | —    | ?    | 2º   | ?    | 4º   | 6º   | 5º   | 3º   | 4º   |
| Ano  | 2000 | 2001 | 2002 | 2003 | 2004 | 2005 | 2006 | 2007 | 2008 | 2009 |
| Pos. | 6º   | 5º   | 5º   | 4º   | 7º   | 2º   | 1º   | 4º   | 6º   | 8º   |
| Ano  | 2010 | 2011 | 2012 | 2013 | 2014 | 2015 | 2016 | 2017 | 2018 | 2019 |
| Pos. | 8º   | 6º   | —    | —    | —    | —    | —    | —    | —    | —    |
| Ano  | 2020 | 2022 | 2022 | 2023 | 2024 | 2025 |      |      |      |      |
| Pos. | —    | —    | 3º   | 9º   | 7º   | 4º   |      |      |      |      |
| ---- | ---- | ---- | ---- | ---- | ---- | ---- | ---- | ---- | ---- | ---- |

Campeonato Acreano - Segunda Divisão
| Ano  | 2010 | 2011 | 2012 | 2013 | 2014 | 2015 | 2016 | 2017 | 2018 | 2019 |
| Pos. |      | —    | —    | 4º   | 4º   | 2º   | 2º   | 1º   | —    | —    |
| ---- | ---- | ---- | ---- | ---- | ---- | ---- | ---- | ---- | ---- | ---- |

Legenda:
| Campeão Vice-campeão |

## Confrontos em competições nacionais e regionais[5]
Atualizado em 7 de Setembro de 2017
| Pos | Equipes      | J | V | E | D | GP | GC | SG |
| --- | ------------ | - | - | - | - | -- | -- | -- |
| 1   | Rio Negro-AM | 2 | 1 | 0 | 1 | 3  | 3  | 0  |
| 2   | Tuna Luso    | 2 | 0 | 0 | 2 | 0  | 4  | -4 |
| 3   | Fluminense   | 2 | 0 | 0 | 2 | 1  | 8  | -7 |